# Ab apostolici Solii celsitudine
Ab apostolici Solii celsitudine, također poznata pod talijanskim naslovom Dall'alto dell'Apostolico Seggio, papinska je enciklika koju je 15. listopada 1890. godine objavio papa Lav XIII.
Enciklika se bavi utjecajem slobodnog zidarstva u Italiji, osuđujući tadašnji politički smjer države kao ostvarenje "masonskog programa". Taj program, prema enciklici, uključuje "smrtonosnu mržnju prema Crkvi", ukidanje vjerskog obrazovanja u školama i potpunu neovisnost građanskog društva od crkvenog utjecaja.